# Los koboltgruva

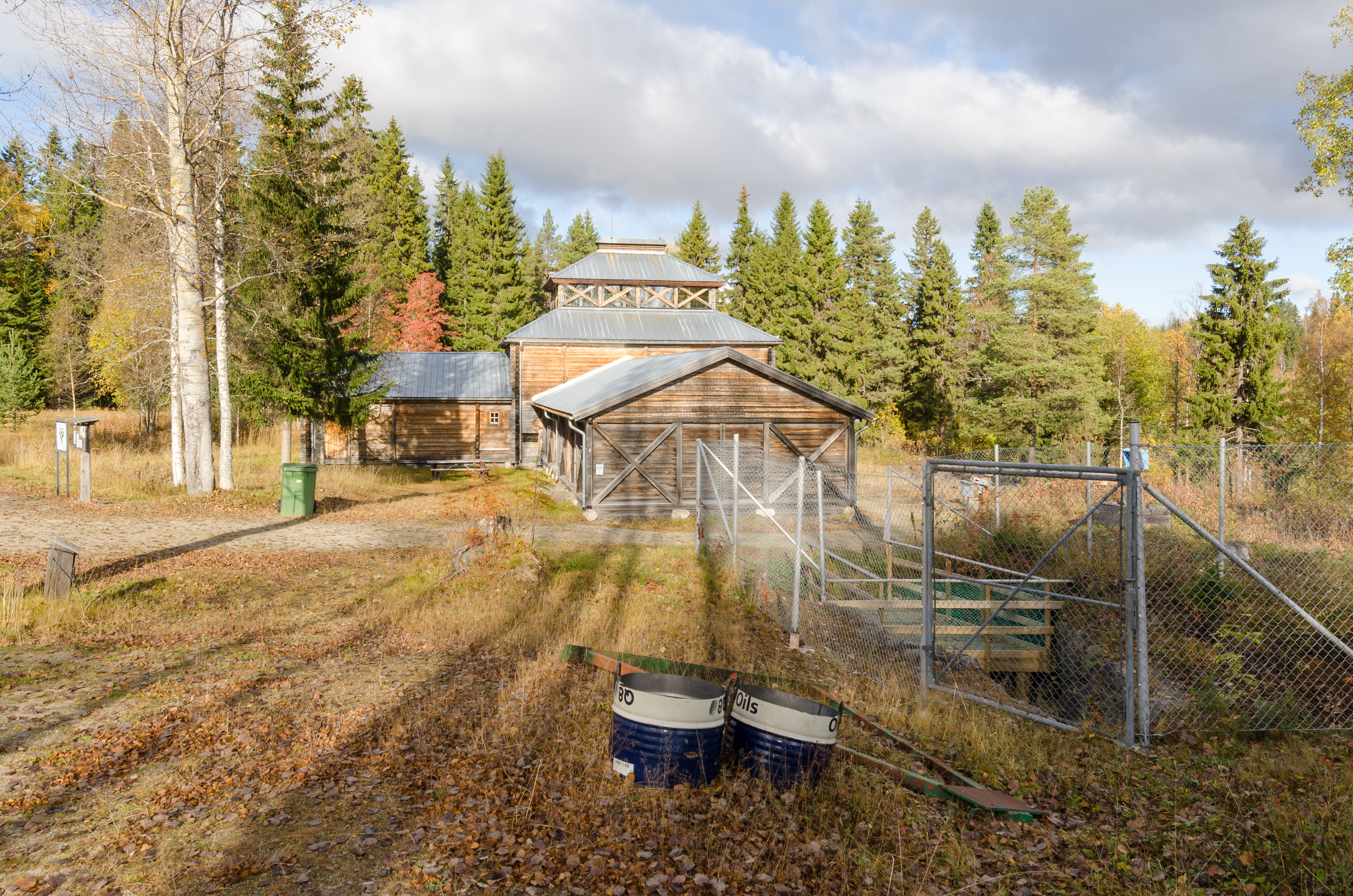
Gruvan med museibyggnaden och ett av dagbrotten i förgrunden.

Los koboltgruva är en gruva i Los i Los socken i Hälsingland, vilken var i drift från 1730-talet till år 1773. Gruvan är numera ett arbetslivsmuseum och öppen för allmänheten.
Henric Kalmeter fick 1733 tillstånd att bearbeta vismutfyndigheterna i Los. Han besökte Los första gången 1736 och kunde då upptäcka att malmen innehöll kobolt, ett vid denna tid viktigt färgämne. Den visade sig dock ha en låg halt av kobolt och malmtillgångarna började avta på 1760-talet. Malmen bröts sedan fram till 1773, då verksamheten gick i konkurs. 
Bearbetningen av malmen skedde först utomlands, men Kalmeter uppförde senare på order av kronan ett blåfärgsverk i Los för att utvinna koboltoxid, och ur denna smalt. Tillverkningen, av upp till 17 ton färgmassa per år, påbörjades 1745. Även ett glasbruk, Blåfärgsverket senare Sophiendal, inrättades 1744 på orten för att kompensera den minskande koboltverksamheten.
Axel Fredrik Cronstedt fann 1751 i malmen från Los ett nytt grundämne, som han benämnde nickel.
Föreningen Loosgrufvan har sedan 1989 arbetat med återupprätta Los koboltgruva som museum. Sedan mitten av 1990-talet har gruvan varit öppen för allmänheten.
Los koboltgruva utsågs till Årets Arbetslivsmuseum 2022.

## Bilder

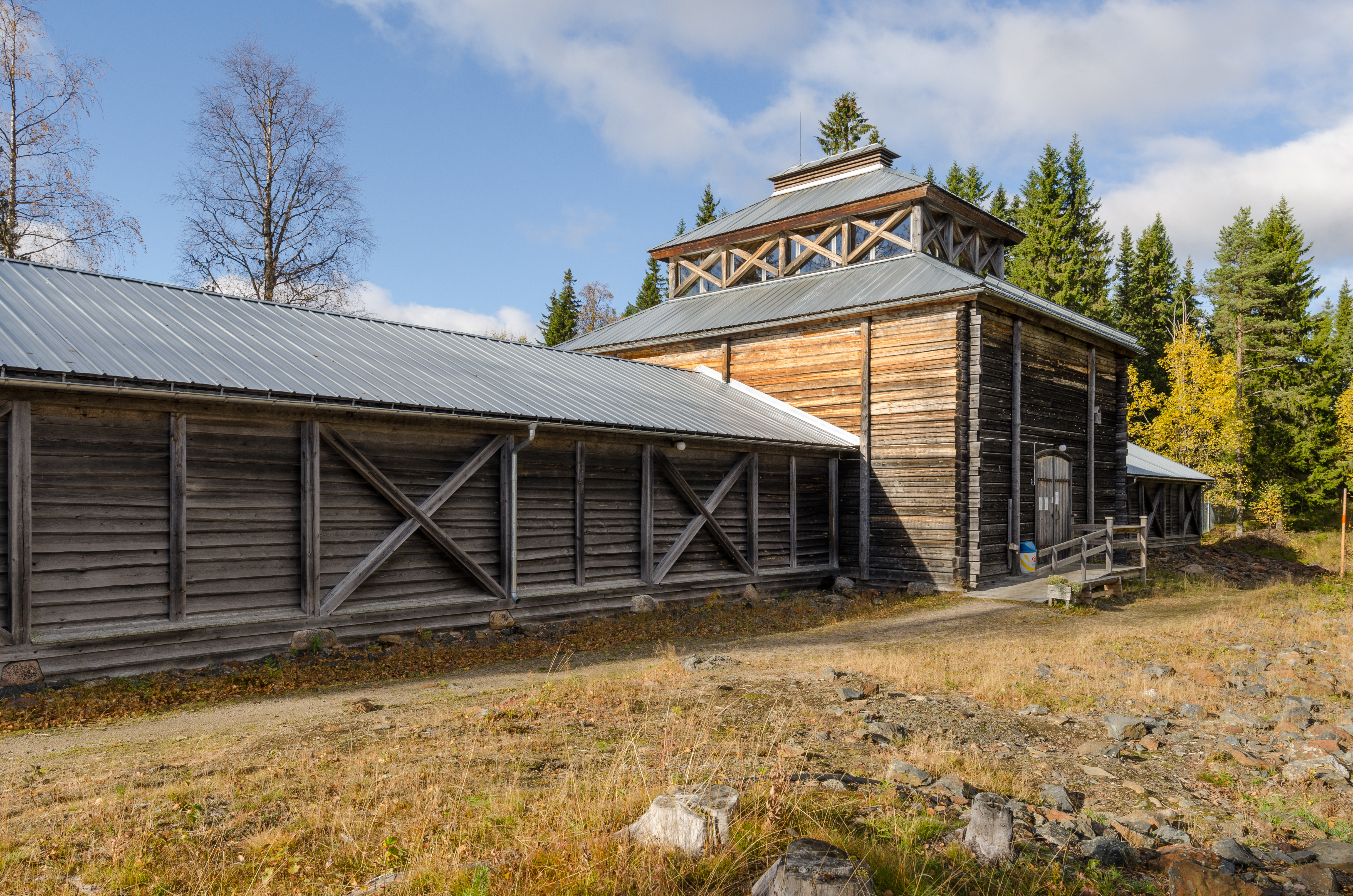
Museibyggnaden.
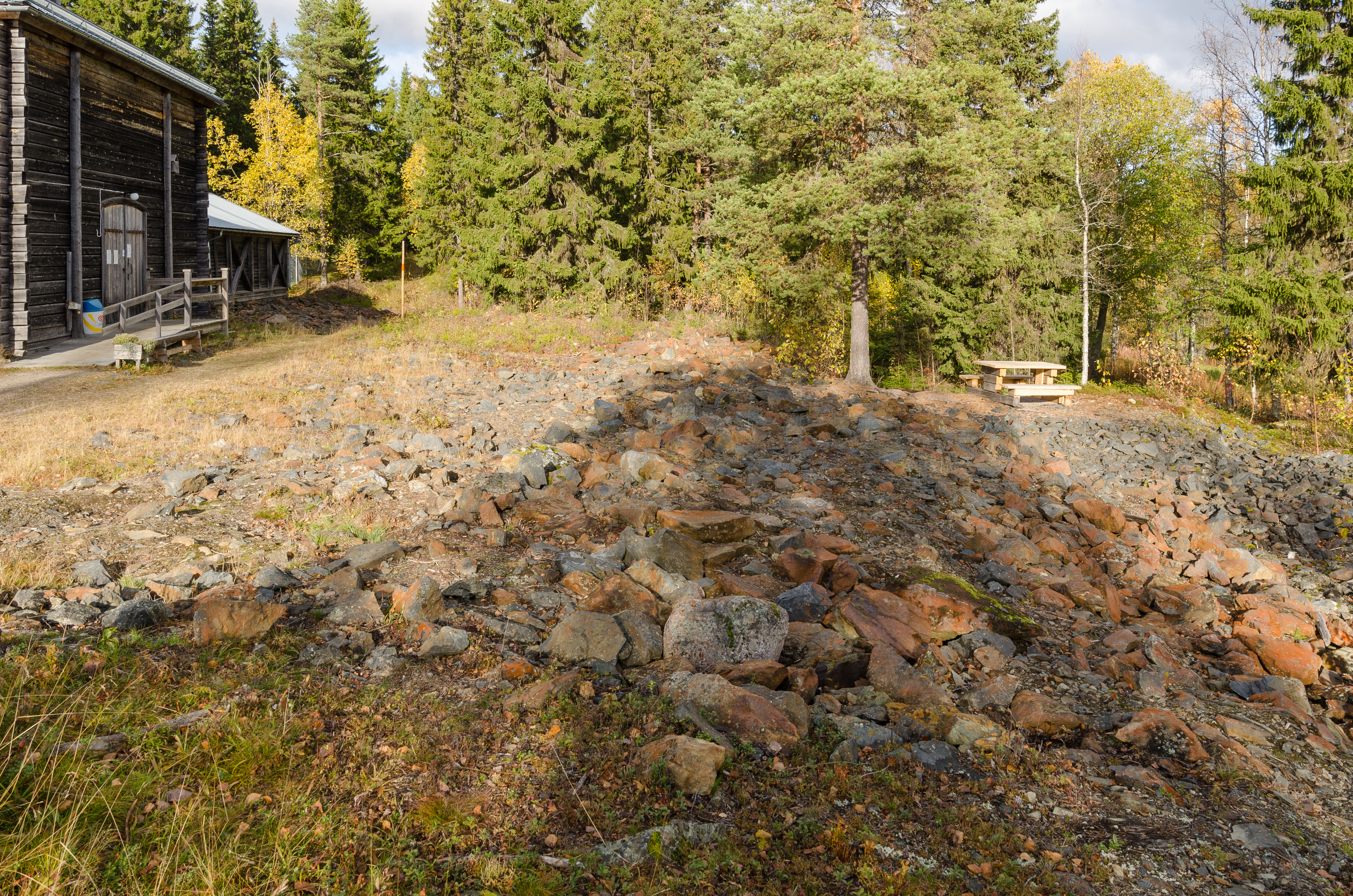
Varp vid gruvan.
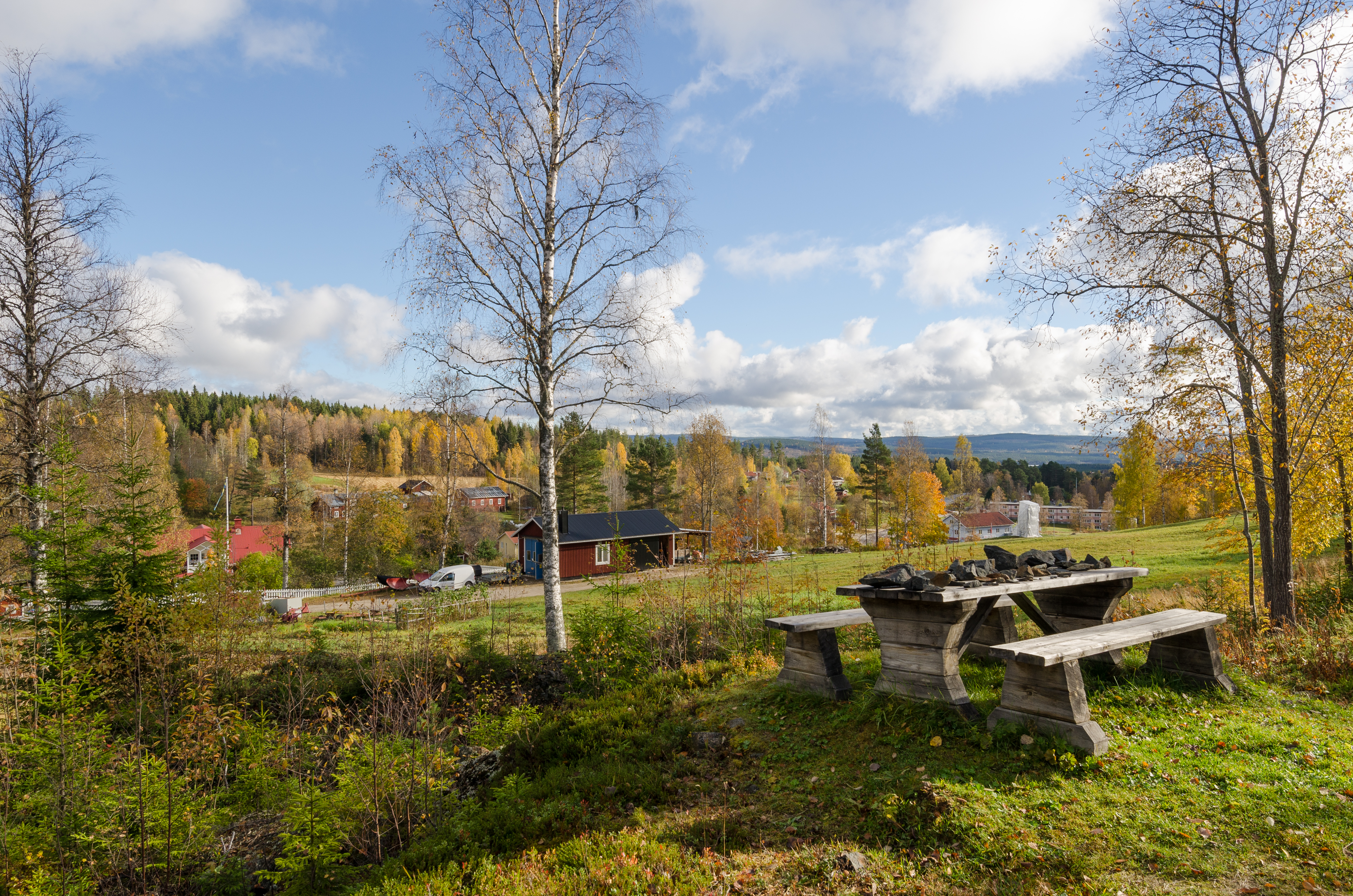
Vy från gruvområdet mot samhället.
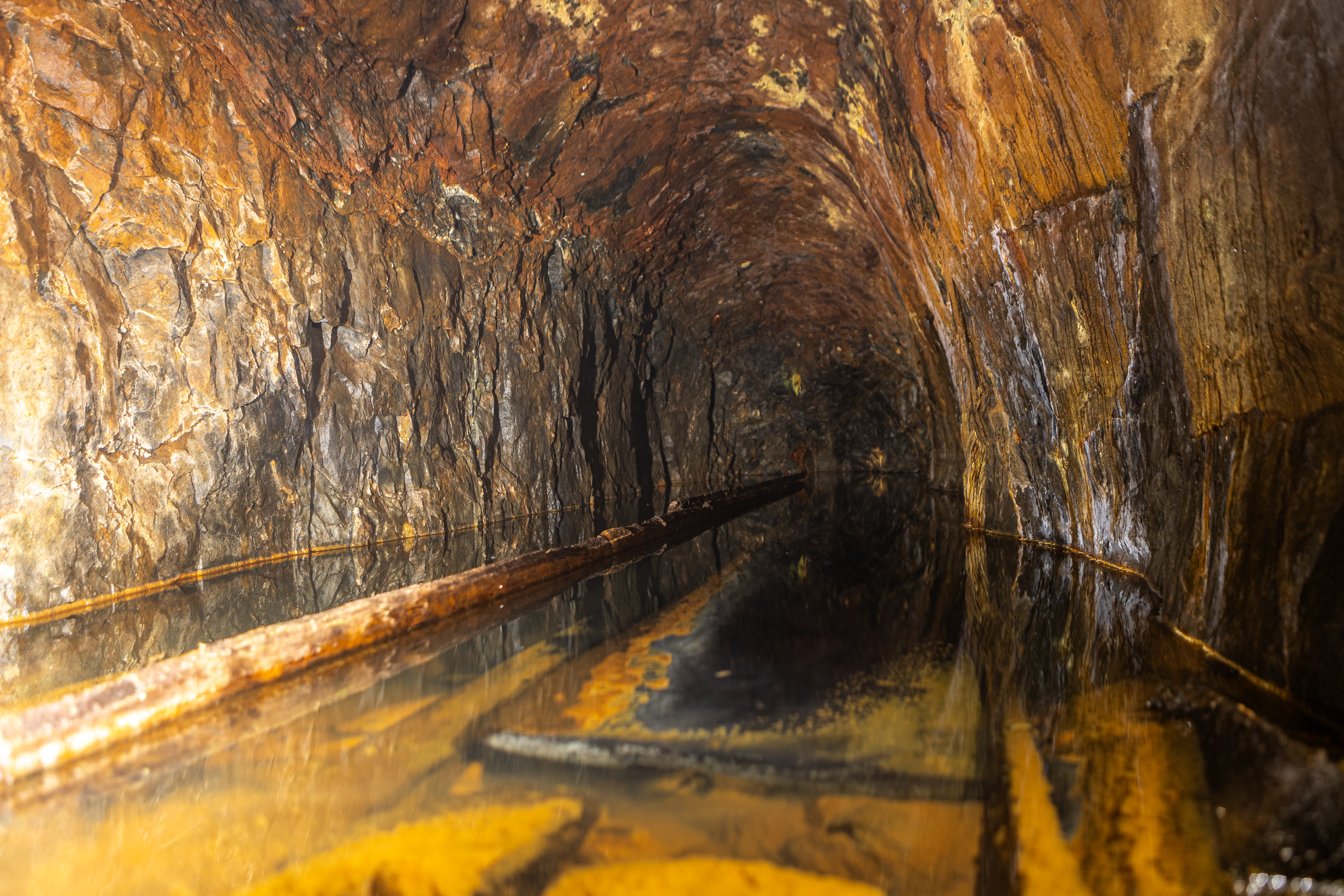
Ort i gruvan.